# Ted Mittet
Theodore Peder "Ted" Mittet (ur. 23 grudnia 1941 w Seattle, zm. 27 grudnia 2024) – amerykański wioślarz i bankier, brązowy medalista olimpijski.

## Kariera
Wystąpił na igrzyskach olimpijskich w Tokio w 1964, gdzie reprezentacja USA w składzie: Geoffrey Picard, Richard Lyon, Ted Nash i Ted Mittet zdobyła brązowy medal w czwórkach bez sternika. W finale uplasowali się 2,07 sekundy za Duńczykami i 0,90 sekundy za Wielką Brytanią. Był to jego jedyny start olimpijski.
Startował w tej konkurencji na mistrzostwach świata w Bledzie (1966), gdzie zajął dziewiąte miejsce.
Kształcił się na University of Washington uzyskując dyplom z architektury. Po zakończeniu kariery sportowej pracował jako architekt. Ponadto był też trenerem wioślarstwa na Western Washington University.
Mittet zmarł w wieku 83 lat.